# Liste der Ehrenbürger von Trier
Die Stadt Trier hat folgenden Personen das Ehrenbürgerrecht verliehen.

## Ehrenbürger der Stadt Trier

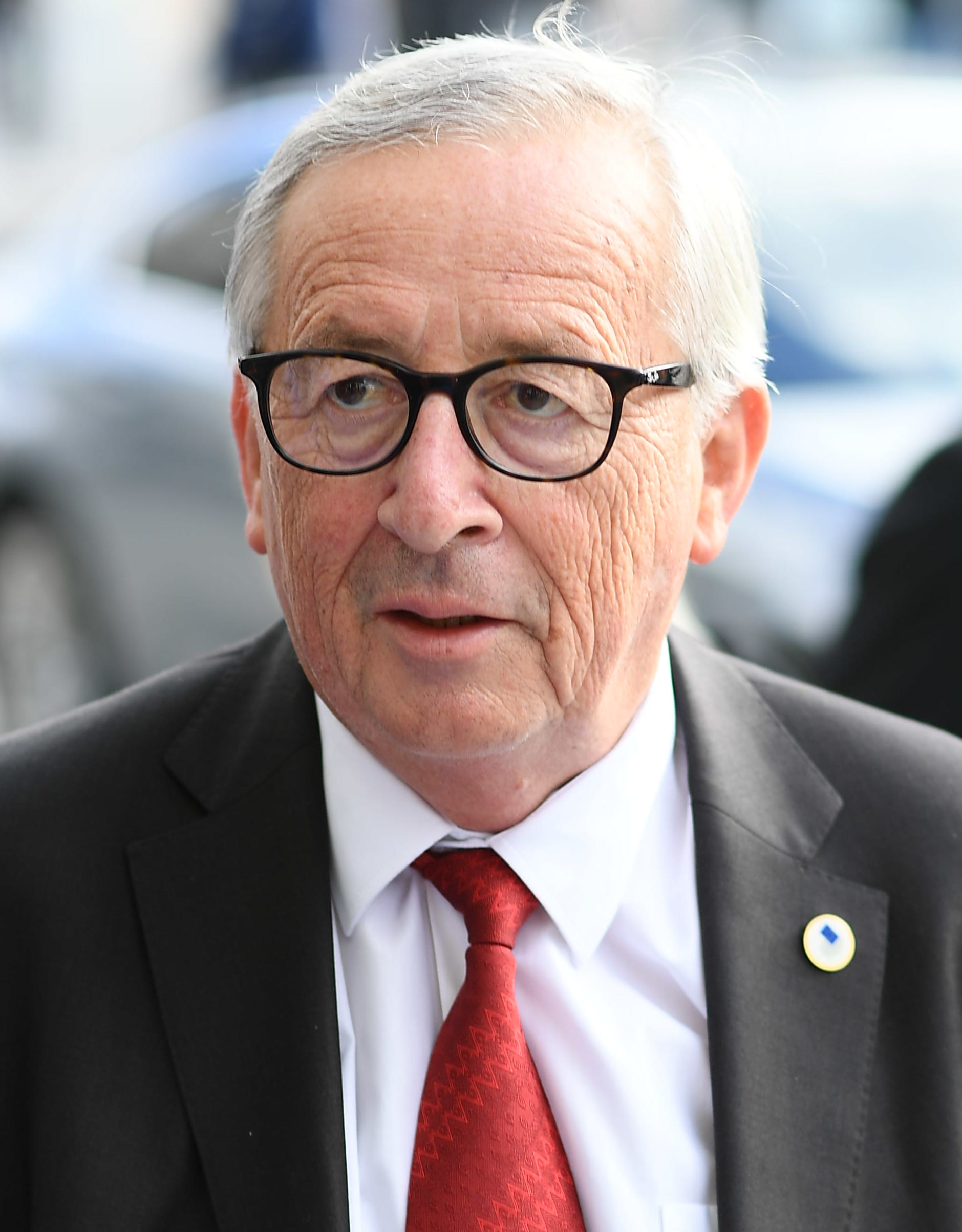
Jean-Claude Juncker, Premierminister des Großherzogtums Luxemburg und von 2014 bis 2019 EU-Kommissionspräsident

- Seit 2003: Jean-Claude Juncker (* 1954), Premierminister des Großherzogtums Luxemburg und von 2014 bis 2019 EU-Kommissionspräsident[1]

## Ehemalige Ehrenbürger
Hinweis: Die Auflistung erfolgt chronologisch nach Datum der Zuerkennung.
- 1858: Johann Anton Ramboux (1790–1866), Maler
- 1875: Prinz Heinrich der Niederlande (1820–1879)
- 1883: Carl Josef Holzer (1800–1885), Dompropst
- 1895: Otto von Bismarck (1815–1898), Erster Reichskanzler
- 1901: Berthold von Nasse (1831–1906), Regierungspräsident in Trier und Oberpräsident der Rheinprovinz
- 1901: Franz Xaver Kraus (1840–1901), Kirchenhistoriker
- 1904: Karl de Nys (1833–1907), Oberbürgermeister
- 1915: Michael Felix Korum (1840–1921), Bischof von Trier
- 1927: Albert von Bruchhausen (1859–1948), Oberbürgermeister
- 1930: Johannes Fuchs (1874–1956), Reichsminister, Oberpräsident der Rheinprovinz
- 1930: Paul von Hindenburg (1847–1934), Reichspräsident, zusätzlich entzogen am 9. Juli 2020[2]
- 1933: Adolf Hitler, (1889–1945), Reichskanzler, zusätzlich entzogen am 2. September 2010[3]
- 1936: Bernhard Rust, (1883–1945), Reichsminister, zusätzlich entzogen am 2. September 2010[3]
- 1946: Franz Rudolf Bornewasser (1866–1951), Bischof von Trier
- 1957: Heinrich Weitz (1890–1962), Oberbürgermeister von Trier
- 1959: Theodor Heuss (1884–1963), Bundespräsident
- 1966: Konrad Adenauer (1876–1967), Bundeskanzler
- 1975: Bernhard Stein (1904–1993), Bischof von Trier, zusätzlich entzogen am 1. Februar 2023[4]
- 1981: Oswald von Nell-Breuning SJ (1890–1991), Nestor der katholischen Soziallehre

## Postume Aberkennungen
Am 2. September 2010 wurden Adolf Hitler und Bernhard Rust durch Beschluss des Trierer Stadtrates von der Ehrenbürgerliste gestrichen. Am 9. Juli 2020 wurden auch Paul von Hindenburg und am 1. Februar 2023 Bernhard Stein die Ehrenbürgerwürde postum aberkannt.